# Quiomara
Quiomara (en grec antic Χιομάρα, Chiomara) va ser reina de Galàcia. Estava casada amb Ortiagó (Ortiagon), rei de Galàcia.
Quan Gneu Manli Vulsó va envair el país l'any 189 aC va fer presoners al rei i a la reina. Quiomara va ser violada pel centurió que la va agafar. La reina va pagar al centurió una gran quantitat per ser alliberada i quan aquest la va lliurar a un comitè de conciutadans designat a l'efecte, va aprofitar aquell moment per a matar el centurió, que estava comptant els diners, i va fugir. Quiomara va enviar el cap del militar romà al rei Ortiagó, i aquest va dir que la seva fidelitat era gloriosa, però ella va respondre que l'únic que era gloriós és que només hi podia haver viu a la terra un home que l'hagués posseït.